# Ornebius tampines
Ornebius tampines is een rechtvleugelig insect uit de familie Mogoplistidae. De wetenschappelijke naam van deze soort is voor het eerst geldig gepubliceerd in 2012 door Tan & Robillard.